# Banca di Credito Cooperativo San Barnaba
La Banca di Credito Cooperativo "San Barnaba" è una società cooperativa a mutualità prevalente della provincia di Roma, con sede principale nella città di Marino ed area di competenza gravitante sui comuni di Castel Gandolfo, Ciampino, Frascati, Grottaferrata, Marino, Monte Porzio Catone, Monte Compatri, Rocca di Papa, Rocca Priora e Roma. L'istituto bancario è iscritto nell'Associazione bancaria italiana (codice ABI 8964) nell'ambito del gruppo del credito cooperativo, nella federazione delle BCC del Lazio Umbria Sardegna.

## Storia
La banca è stata fondata a Marino il 29 luglio 1909, sulla scia dello sviluppo della casse rurali, con la denominazione di  Cassa Cattolica di Credito Cooperativo Agrario di Marino (nome successivamente cambiato in  Cassa Rurale Cattolica "San Barnaba") per iniziativa dell'allora abate parroco della basilica collegiata di San Barnaba monsignor Guglielmo Grassi. Marino, come l'intera area dei Castelli Romani, aveva all'epoca un'economia quasi esclusivamente legata al settore primario, e soprattutto alla viticoltura: in seguito, con il passare degli anni, si svilupparono anche l'artigianato ed il settore secondario. L'istituto, nelle finalità immaginate da monsignor Grassi, doveva incentivare lo sviluppo economico del territorio combattendo il triste fenomeno dell'usura.
Nel tempo l'istituto ha aperto un'altra filiale nel comune di Marino presso la frazione di Cava dei Selci, espandendosi in seguito nei comuni vicini con l'apertura della filiale di Grottaferrata nel 2002 e della filiale di Ciampino nel 2008. L'attuale statuto sociale è stato approvato il 22 maggio 2005, e il periodo di esistenza della società è stato prolungato fino al 2050, ovviamente con possibilità di proroga. Attualmente, i soci della banca sono 1213.

## Attività
La BCC "San Barnaba" presso le sue quattro sedi territoriali offre servizi di conto corrente, deposito a risparmio, certificati di deposito, mutuo e credito chirografario, finanziamento diretto, credito agrario, artigiano e commerciale, custodia titoli, cassette di sicurezza, bancomat e carta di credito, pagamento delle pensioni INPS, home banking. Inoltre, presso la filiale di Grottaferrata è attivo un negozio finanziario.

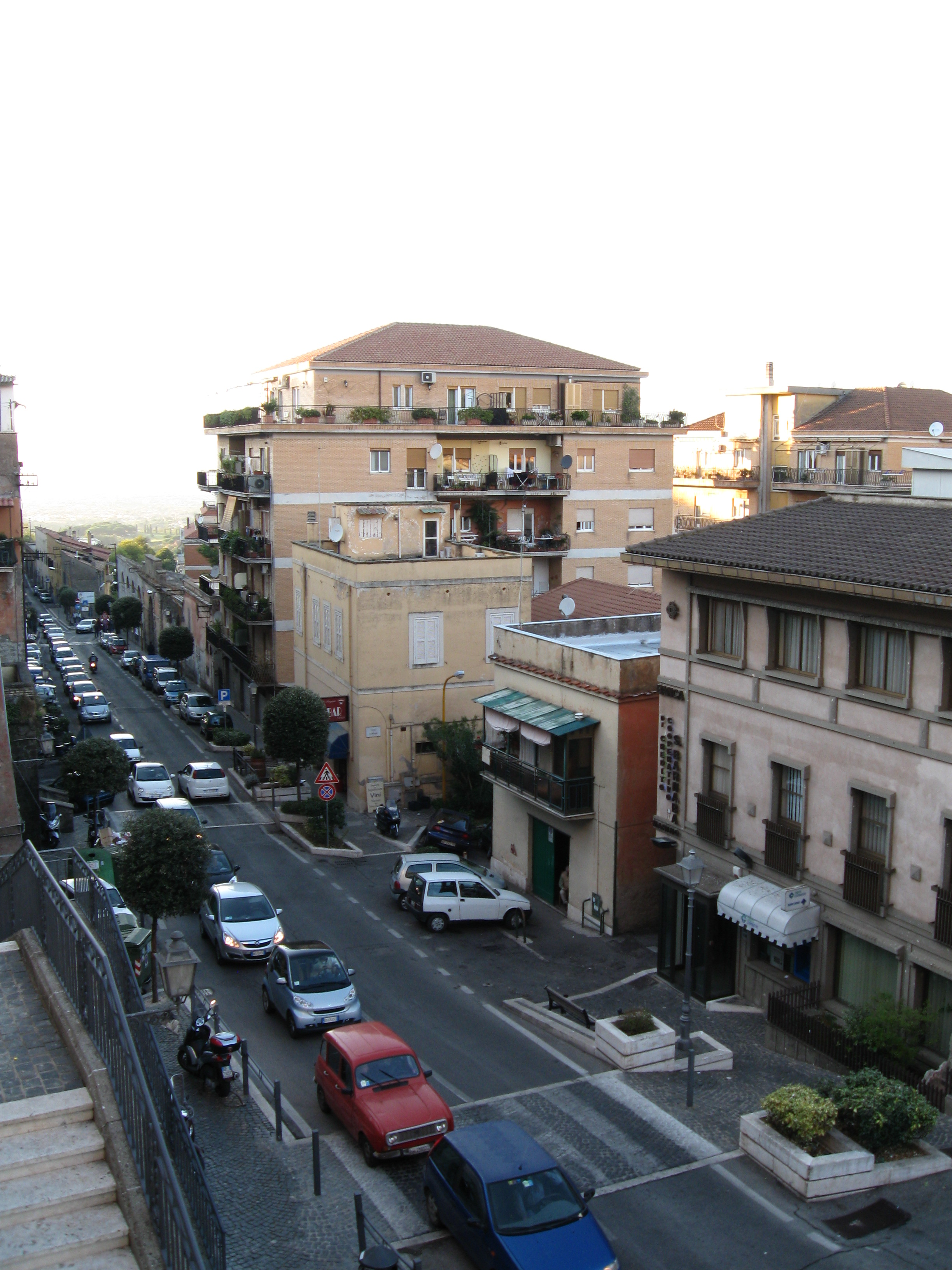
La sede principale della banca in via Giuseppe Garibaldi a Marino vista dalla scalinata di piazza San Barnaba.